# Alexandre Le Camus
Alexandre Le Camus (Kortrijk) was burgemeester van Kortrijk van 1728 tot aan zijn dood in 1730.

## Levensloop
Le Camus stamde uit een adellijke Kortrijkse familie. Ook zijn zoon Édouard-Armand Le Camus werd later burgemeester van Kortrijk van 1767 tot 1793. Daarna werd ook zijn kleinzoon, Gregoire Le Camus, burgemeester van de Zuidwest-Vlaamse stad.